# Келлер, Билли
Уильям Карри «Билли» Келлер (англ. William Curry "Billy" Keller; род. 30 августа 1947 года, Индианаполис, Индиана, США) — американский профессиональный баскетболист, который играл в Американской баскетбольной ассоциации, отыгравший семь из девяти сезонов её существования. Трёхкратный чемпион АБА в сезонах 1969/1970, 1971/1972 и 1972/1973 годов в составе команды «Индиана Пэйсерс».

## Ранние годы
Уильям Келлер родился 30 августа 1947 года в городе Индианаполис (штат Индиана), там он учился в средней школе имени Джорджа Вашингтона, в которой играл за местную баскетбольную команду.